# Pivovar Bendery
Benderský pivovar, a. s. (rusky: ЗАО «Бендерский пивоваренный завод») působí v moldavském městě Tighina/Bendery ležícím v separatistické Podněsterské moldavské republice. Pivovar produkuje od 80. let 20. století světlá piva značky Staraja kreposť (Старая Крепость, česky: Stará pevnost) nazvané dle středověké Benderské pevnosti, nejvýznamnější památky Podněstří. Společnost kromě piva vyrábí nealkoholické nápoje a stáčí minerální vody.

## Historie
První nevelký pivovar v Benderách vznikl roku 1860, ale brzy zřejmě zkrachoval, neboť v seznamu továren a závodů z roku 1887 není uveden. Benderský pivovar je opět uváděn ve výkazech z roku 1909. Během druhé světové války byl závod značně poškozen, výroba byla obnovena roku 1946. Zásadní změna nastala v roce 1969, kdy byl dokončen nový výrobní závod s mnohonásobně vyšší kapacitou. Výroba poté probíhala současně v obou provozech a kombinát Pivovar a sodovkárna Bendery (moldavsky: Фабрика де Бере ши бэутурь неалкооличе oр. Бендерь) představoval jeden z nejvýznamnějších pivovarů v tehdejší Moldavské sovětské socialistické republice. Pivovar produkoval pivo značy Nistru (Нистру, česky Dněstr) a po celém SSSR vyráběné Žiguljovské. V roce 1975 zde byla uvedena do provozu automatická stáčecí linka (první v Moldavské SSR) s kapacitou 10 000 lahví za hodinu. Velkou ránu rozvoji pivovaru přinesl ozbrojený konflikt mezi Moldavskem a Podněstřím. Nejtěžší boje probíhaly v Benderách a nový závod byl během nich těžce poškozen. Po skončení války se výrobu nepodařilo obnovit a zařízení bylo demontováno. Starý závod pracoval do konce 90. let. Produkoval vzhledem k poškození stáčecí linky pouze sudové pivo. Definitivní bankrot společnost vyhlásila roku 2006. O rok později firmu převzala ruská společnost Libra a podněsterská Ejm a podařilo se obnovit výrobu. Do provozu byla uvedena nová stáčecí linka, pivo se expeduje v PET láhvích o objemu 1,5 l.

## Produkce
- Staraja kreposť klassičeskoje 11 % (světlé výčepní pivo, obsah alkoholu: 4,0 % obj.)
- Staraja kreposť originalnoje 12 % (světlý ležák, obsah alkoholu: 4,5 % obj.)
- Staraja kreposť pivnaja fijesta 15 % (světlé speciální pivo, obsah alkoholu: 5,4 % obj.)